# タジク・ソビエト社会主義共和国の国旗
タジク・ソビエト社会主義共和国の国旗は、正式には1929年に最初に制定され、その後幾度かのデザイン変更を経て、1953年制定のものがソビエト連邦の崩壊を経て1992年まで使用された。

## 変遷
タジク自治社会主義ソビエト共和国の国旗は、赤旗の右上部に自治共和国の国章を配したものであったと思われる。
1929年10月にタジク自治共和国はタジク自治社会主義ソビエト共和国へ昇格し、その後1931年2月24日の第4回タジク共和国ソビエト大会において採択された憲法の第93条においては、国旗については次のように定められた。
この時期の国旗の復元にはタジク語で «Ç.S.S. Toçikiston» と表示されているものがある一方で、当時のタジク語では「社会主義」は «ictimotija»、「ソビエト」は «şuroviji» と綴られていたのであって、«Ç.S.S. Toçikiston» との表記自体があり得ないとの指摘もある。加えて、当時のタジク語はウズベク語やアラビア語のように小文字しか用いなかったため、正確な国名表記は «ç.i.ş.toç.»（1930年代半ばに「社会主義」の訳語に変更が加えられてからは «ç.s.ş.toç.»）であったと思われる。また、ロシア共和国国旗のようにカントンが金色の帯で区切られていた可能性もある。

1931年2月24日から1930年代半ばまでのタジク社会主義ソビエト共和国の国旗

1935年7月4日、タジク共和国最高会議幹部会は左上部隅にタジク語とロシア語で国名を表記し、その上部に金色の鎌と槌を表示した赤旗を、新たな国旗と決議した（これが承認されたかどうかには異論がある）。

1935年7月4日から1936年5月26日までと、1937年3月1日から1938年までの国旗

翌1936年5月26日、第5期タジク共和国ソビエト中央執行委員会第4回会議において新たな国旗の導入が承認され、「«Ç.S.S. Toçikiston» と表示した赤旗」が憲法第92条および第93条で国旗として定められたと思われる。

1936年5月26日から1937年3月1日までの国旗

翌1937年3月1日の第6回臨時全タジク・ソビエト大会において採択された憲法は、その第132条において国旗についてこう定めている。
5月20日のソビエト中央執行委幹部会決議「タジクSSRの国旗および国章について」により、このデザインは確定した。しかし、翌1938年にはタジク語の「共和国」が «Çumhurijat» から «Respublika» へと変更され、これに伴い国旗の国名表記も «R.S.S. Toçikiston» へと変更された。

1938年から1940年9月28日までの国旗

さらに、1940年9月28日のタジク共和国最高会議幹部会令によるタジク語アルファベットのラテン文字からキリル文字への書き換えによって、国旗の国名表記も再び変更された。

1940年9月28日から1953年3月20日までの国旗

1953年3月20日のタジク共和国最高会議幹部会令「タジク・ソビエト社会主義共和国の国旗に関する規則」により、M・P・シュルィコフのデザインによる新たな国旗が公布された。この法令は9月19日に承認された。
その後、1990年8月24日のタジク共和国主権宣言と翌1991年9月9日のタジキスタン独立宣言を経て、1992年11月24日に新たなタジキスタンの国旗が制定されるまで、1953年の旗は国旗として使用され続けた。